# 西吴街道
西吴街道，原名西吴镇，是中华人民共和国陕西省咸陽市兴平市下辖的一个乡镇级行政单位。

## 行政区划
西吴街道下辖以下地区：
西一村、西二村、豆马村、来祁寨村、齐家坡村、上官道村、下官道村、北吴村、高渡村、马村、朱曹村、王家村、北马村、油郭村、良村、散区村和石铺村。